# Berghaarmos
Berghaarmos (Polytrichum alpinum) is een mos uit de Polytrichaceae.
Het is een wereldwijd verspreide soort van ijle naaldbossen en rotsige gebieden in de bergen en arctische streken, die in België en Nederland zeer zeldzaam is.

## Etymologie en naamgeving
- Synoniem: Polytrichastrum alpinum (Hedwig) G.L.Smith (1971)

De botanische naam Polytrichum is afkomstig uit het Oudgriekse πολύς, polus, (veel), en θρίξ, thrix (haar), naar het dicht behaarde sporogoon.
De soortaanduiding alpinum komt uit het Latijn en betekent 'alpien'.

## Kenmerken

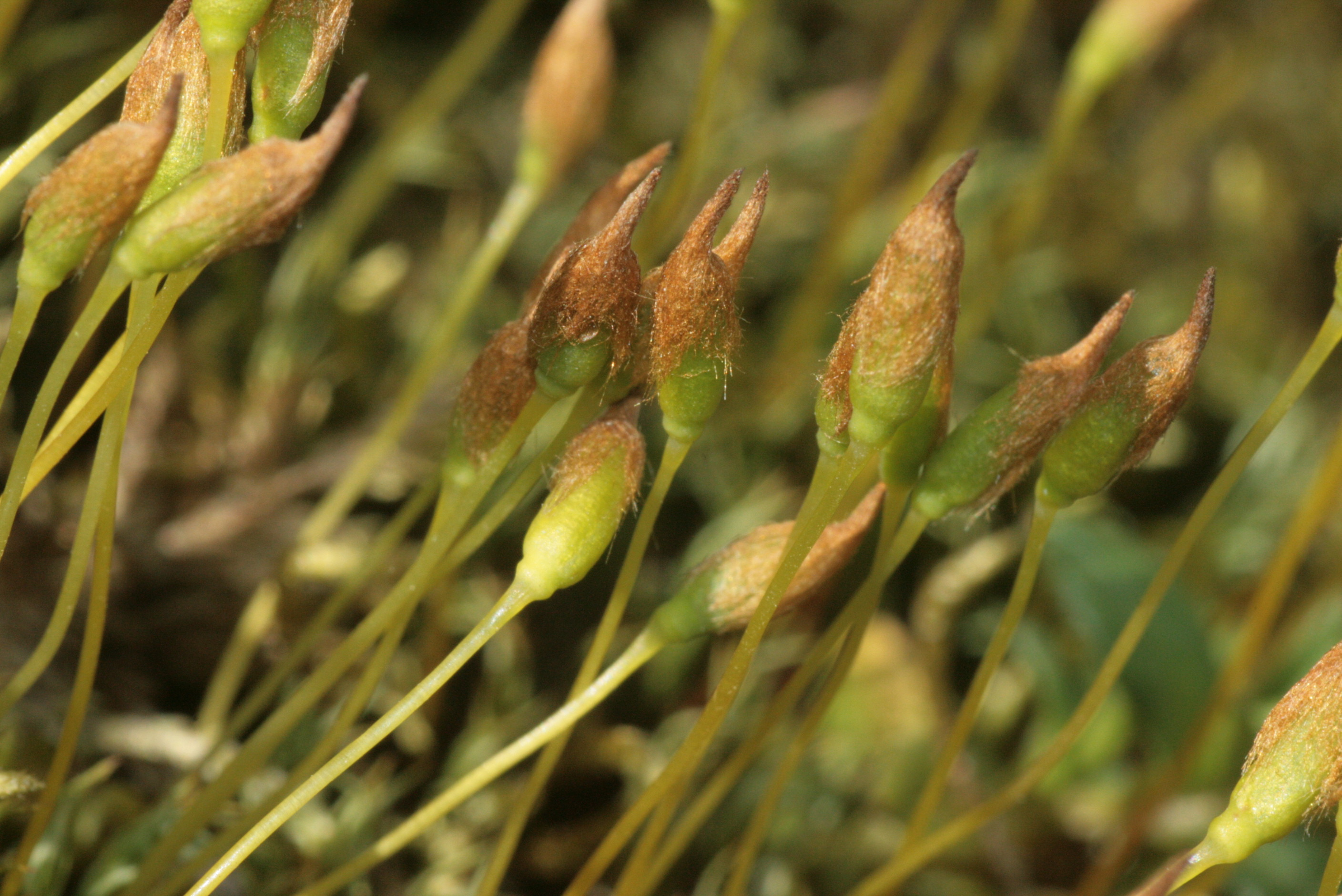
detail sporogoon

Berghaarmos is een zodevormende plant met tot 10 cm lange, meestal vertakte stengels. De stengelblaadjes onderaan de stengel zijn klein en schubvormig, hoger op de stengel tot 10 mm lang,  lijnlancetvormig, eindigend op een scherpe tand, dof blauwgroen, aan de basis lichter gekleurd en schedevormend, met een zeer plotse overgang tussen de twee delen. De bladschijf is aan de bovenzijde bedekt met talrijke, longitudonaal verlopende en elkaar overlappende lamellen en daardoor ondoorzichtig. De bladrand is meercellig en gezaagd. Bij vochtig weer staan de blaadjes alzijdig afstaand, bij droogte plooien ze zich opwaarts rond de stengel.
Berghaarmos is een tweehuizige plant die vaak vruchtlichamen vormt.
De sporofyt bestaat uit een sporenkapsel of sporogoon op een 3 tot 5 cm lange, rood en geel gekleurde kapselsteel. De sporogonen zijn tot 5 mm lang, elliptisch-cilindrisch, glad en rond, licht gebogen, met een min of meer duidelijke hals, en gaan bij rijpheid knikken. Het huikje is klokvormig, lichtbruin, en korter dan het sporenkapsel.

## Ecologie
Berghaarmos groeit voornamelijk op open of licht beschaduwde plaatsen op zwak zure, voedselarme bodems van naaldbossen, op holle wanden en wortelkluiten, op rotsen en in rotsspleten, vooral in de bergen. Het komt voor tot boven de boomgrens.

## Verspreiding
Berghaarmos is wereldwijd verspreid over alle arctische en alpiene gebieden. Daarbuiten, en ook in België en Nederland, is de soort zeldzaam.

## Verwante en gelijkende soorten
Berghaarmos verschilt van andere haarmossen door de (meestal) vertakte stengel, wat bij andere soorten zeldzaam is. Ook zijn de plantjes dofgroen in plaats van glimmend groen.
... · P. alpinum (berghaarmos) · P. commune (gewoon haarmos) · P. commune for. fastigiatum (gewoon haarmos vertakt) · P. commune var. humile (doorgroeid haarmos) · P. commune var. perigoniale (gedeukt haarmos) · P. formosum (fraai haarmos) · P. formosum for. fastigiatum (fraai haarmos vertakt) · P. juniperinum (echt zandhaarmos) · P. juniperinum var. affine (veenhaarmos) · P. longisetum (gerand haarmos) · P. piliferum (ruig haarmos) · P. uliginosum (bulthaarmos) · ...